# Günther Werschy
Günther Werschy (auch Hans-Günther Werschy; * 6. Februar 1935; † 9. Februar 2024) war ein deutscher Fußballspieler und -trainer.

## Karriere
Als Spieler war er für  Eintracht Duisburg aktiv. Mit der Duisburger Eintracht spielte Werschy als Vertragsspieler ab 1963 in der zweitklassigen Regionalliga West, ehe ihn eine Verletzung früh stoppte und er ins Trainerfach wechselte. 
Nach dem Abstieg der Eintracht 1967 aus der Zweitklassigkeit in die damalige Verbandsliga Niederrhein übernahm Günter Werschy dort das Traineramt und schaffte mit dem Meisterschaftsgewinn der Saison 1967/68 den umgehenden Wiederaufstieg. Dem folgte 1969 jedoch der erneute Abstieg. Von 1970 bis 1972 war Günter Werschy Trainer des VfB Kleve in der Landesliga Niederrhein. Die folgenden zwei Jahre übernahm er das Traineramt beim Landesliga-Konkurrenten 1. FC Bocholt, den er in der Saison 1973/74 ungeschlagen zur Meisterschaft und zum Aufstieg in die Verbandsliga, die seinerzeit höchste deutsche Amateurspielklasse, führte. 1974 wurde Werschy von TuS Xanten als Trainer verpflichtet, wo er die folgenden zehn Jahre arbeitete. Auch mit diesem Verein stieg er 1976 von der Landesliga in die Verbandsliga auf, es folgte 1978 ein weiterer Aufstieg in die neugegründete Fußball-Oberliga Nordrhein. Mit Platz fünf 1980 und Platz vier 1983 erreichte er dort die besten Resultate. TuS Xanten qualifizierte sich unter Günter Werschy dreimal für den DFB-Pokal. 1975/76 unterlag man TS Woltmershausen in der ersten Runde, 1979/80 schied Xanten in der zweiten Runde gegen Arminia Bielefeld aus, nachdem in der ersten Runde der damalige Zweitligist SV Arminia Hannover mit 2:1 bezwungen werden konnte. In der Pokalsaison 1981/82 unterlag die Mannschaft dem 1. SC Göttingen 05 mit 0:1 in der ersten Runde. Zur Saison 1984/85 übernahm Werschy das Traineramt beim Oberligisten VfL Rhede.